# Фартухівка
Фартухі́вка — село в Україні, у Марківській селищній громаді Старобільського району Луганської області. Населення становить 115 осіб.

## Назва
19 вересня 2024 року Верховна Рада підтримала перейменування села Фартуківка на Фартухівка у рамках дерусифікації. 26 вересня 2024 року перейменування набуло чинності.